# Kasteel van Halsteren
Het Kasteel van Halsteren was een kasteel dat zich bevond nabij het tot Halsteren behorende dorp Lepelstraat.

## Geschiedenis
De oudste vermelding van dit kasteel dateert van 11 januari 1378. Toen droeg Jan Bode, die amman te Antwerpen was, zijn bezit als open huis op aan Hendrik II van Boutersem, die heer was van Bergen op Zoom, en aan diens wettige nakomelingen. Jan Bode had het kasteel via zijn vrouw in bezit gekregen, en deze was de dochter van ene Willem van der Geest. Deze Willem heeft vermoedelijk de woontoren van het kasteel, het oudste deel, omstreeks het midden van de 14e eeuw laten bouwen.
Het kasteel werd pas in 1451 opnieuw in bronnen vermeld. Blijkbaar was het kasteel in 1450 door de heren van Bergen op Zoom in volledige eigendom verworven en aansluitend vonden een aantal verbouwingen en uitbreidingen plaats, waarvan de rekeningen bewaard zijn gebleven. Vervolgens werd het kasteel in meerdere documenten vermeld. In 1494 heeft waarschijnlijk Desiderius Erasmus een tijd op het kasteel vertoefd en daar het werk Anti-Barbari geschreven. Misschien heeft ook markiezin Jacqueline van Croÿ tussen 1540 en 1550 op het kasteel gewoond, waar ze -zoals uit rekeningen bleek- tal van werken in de tuinen heeft uitgevoerd.
Toen Markies Jan IV van Glymes van Bergen in 1566 echter tot het Eedverbond der Edelen was toegetreden en het smeekschrift der edelen in Spanje kwam toelichten, overleed hij daar in 1567. Postuum werd hij veroordeeld wegens majesteitsschennis en zijn bezit werd verbeurdverklaard. Daarvan getuigt een inventarislijst van het kasteel van 6 februari 1572.
Als uitvloeisel van het Beleg van Bergen op Zoom dwongen de troepen van Parma de dertig Thoolse soldaten, die op het kasteel gelegerd waren, tot overgave. In de nacht van 11 op 12 november, nadat het beleg van Bergen op Zoom mislukt was, werd het kasteel door de troepen van Parma in brand gestoken. De ruïne die overbleef raakte geleidelijk in verval. In 1671 werd deze nog getekend door Joshua de Grave, na de 18e eeuw is er niets meer van over.

## Archeologie
In 1929 werden opgravingen verricht, maar een duidelijk resultaat hebben deze niet opgeleverd. 
In 1968 volgde nieuw archeologisch onderzoek door de Nederlandse Jeugdbond voor Geschiedenis waaruit, in combinatie met archiefonderzoek, een beter beeld van het kasteel en zijn geschiedenis kon worden gereconstrueerd.

## Externe bron
- Kasteel van Halsteren